# Distrito de Galitzia
El Distrito de Galitzia (en alemán: Distrikt Galizien, en polaco: Dystrykt Galicja, en ucraniano: Дистрикт Галичина) fue durante la Segunda Guerra Mundial una unidad administrativa del Gobierno General creada por la Alemania nazi el 1 de agosto de 1941 después de la apertura de la Operación Barbarroja. Inicialmente, durante la invasión de Polonia por Alemania y la Unión Soviética, el territorio cayó temporalmente bajo la ocupación soviética en 1939 como parte de la Ucrania Soviética. 
Adolf Hitler (Documento N.º. 1997-PS del 17 de julio de 1941) formó una capital en Leópolis (Lviv) y la provincia de Galizien existió desde 1941 hasta 1944. Dejó de existir después de la contraofensiva soviética.

## Historia
El distrito de Galitzia comprendía principalmente el Voivodato de Lwów del período de entreguerras de la Segunda República Polaca, hoy parte del oeste de Ucrania. El territorio fue capturado por la Alemania nazi en 1941 después del ataque a la URSS y se incorporó al Gobierno General, gobernado por el Gauleiter Hans Frank desde la invasión de 1939. La región fue capturada nuevamente por la Unión Soviética en 1944. 
El área del distrito fue administrada por el cuñado de Frank, Karl Lasch del 1 de agosto de 1941 al 6 de enero de 1942, y por el Brigadeführer-SS Dr. Otto Wächter del 6 de enero de 1942 a septiembre de 1943. Wächter utilizó la capital del distrito, Lemberg, como base de reclutamiento para la XIV División de Granaderos Waffen-SS Galitzia (1.° Ucraniano). En el Distrito se crearon los mayores guetos judíos en Lwów (Lemberg) y en Stanisławów (Stanislau).

## División administrativa

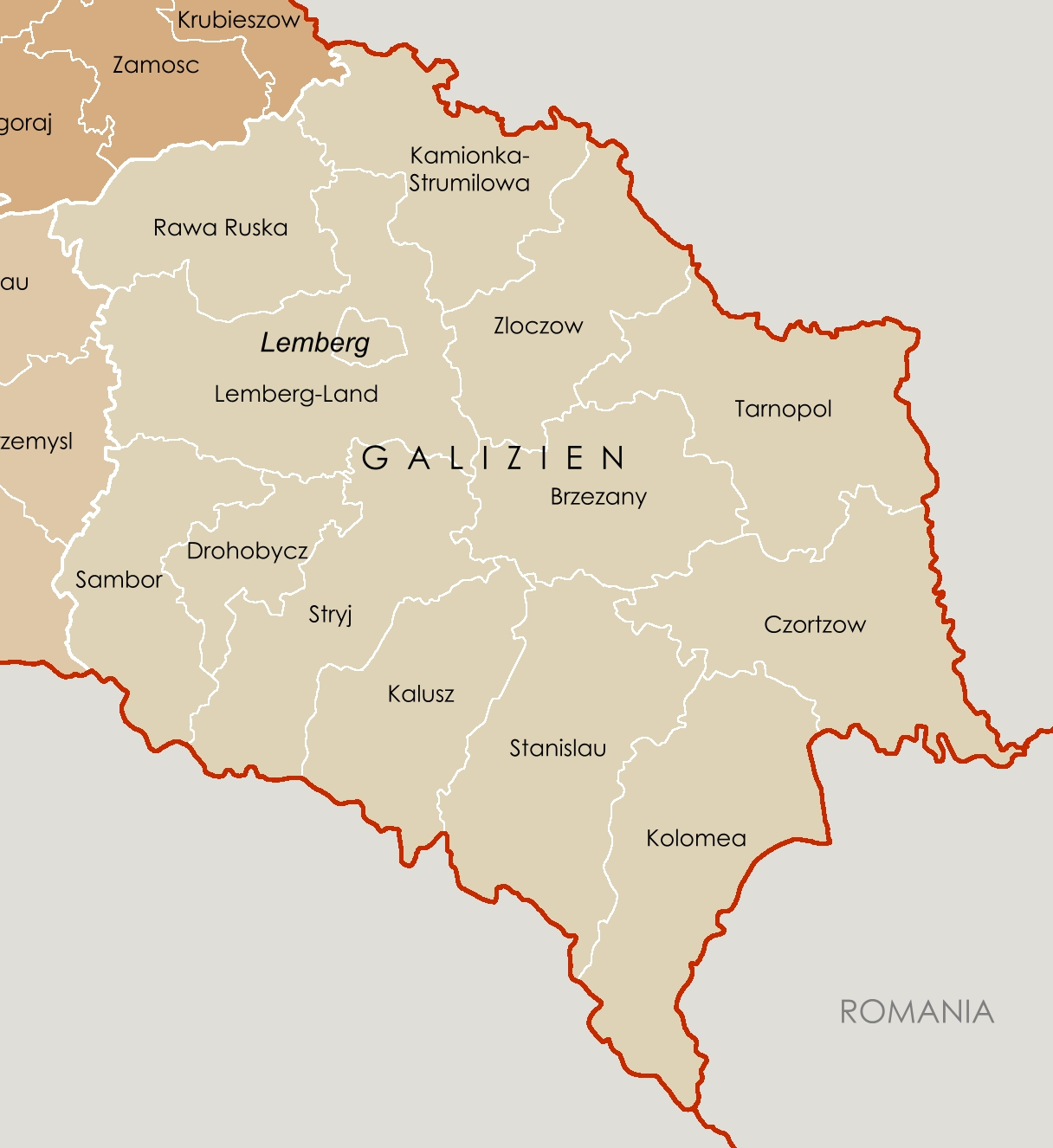
División administrativa del distrito.

Administrativamente, el distrito de Galitzia se dividió en las siguientes unidades:
- Stadtgauptmannschaft Lemberg
- Kreisgauptmanschaft Berezany
- Chrysgauptmannschaft Chertkov
- Kraisgauptmanschaft Drohobych
- Kraysgauptmanshaft Grodek
- Kreisgauptmannshaft Gorodenka
- Kreisgauptmannshaft Kalush
- Kreisgauptmanshaft Kamonko-Strumilova

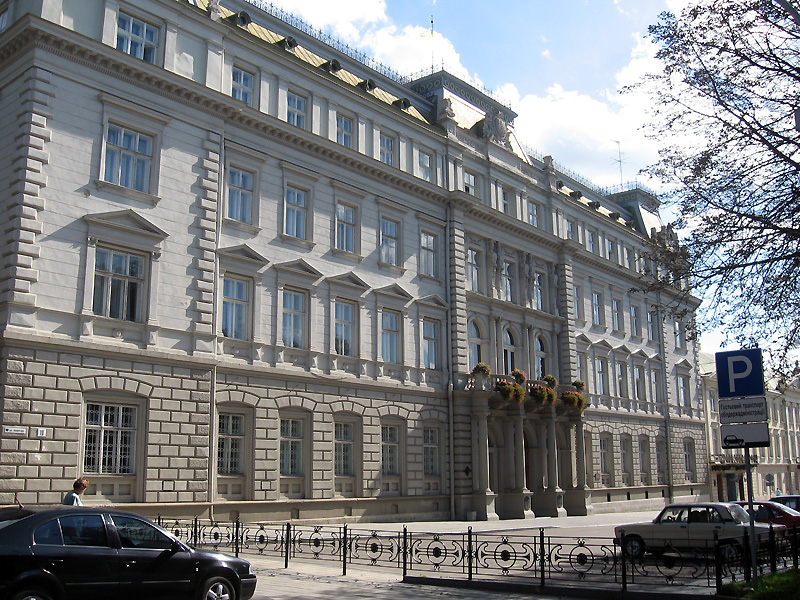
El edificio de la administración del distrito de Galitzia en Lviv. Aspecto moderno.

- Kraisgauptmanschaft Kolomea
- Kreisgauptmannschaft Lemberg Land
- Kraisgauptmanschaft Rawa Ruska
- Kreisgauptmanschaft Stryj
- Kreisgauptmanschaft Sambir
- Chrysgauptmannschaft Stanislau
- Kreisgauptmanschaft Tarnopol
- Kreisgauptmanschaft Zlochov

## Gobernadores del Distrito de Galitzia (ocupación alemana)
| N.º |  | Gobernador               | Inicio              | Final              | Duración         |
| --- |  | ------------------------ | ------------------- | ------------------ | ---------------- |
| 1   |  | Karl Lasch (1904-1942)   | 1 de agosto de 1941 | 6 de enero de 1942 | 5 meses          |
| 2   |  | Otto Wächter (1901-1949) | 22 de enero de 1942 | agosto de 1944     | 2 años y 6 meses |